# Peter Shaffer
Peter Shaffer (15. května 1926 – 6. června 2016) byl anglický dramatik.
Narodil se do židovské rodiny v Liverpoolu, byl dvojčetem dramatika Anthonyho Shaffera. V roce 1979 napsal hru Amadeus pojednávající o Wolfgangu Amadeu Mozartovi a Antoniu Salierim. Později hru přepracoval do filmového scénáře a film Amadeus, jehož režisérem byl Miloš Forman, získal osm Oscarů a řadu dalších ocenění.
Je autorem i řady dalších her, z nichž některé byly také zfilmovány.
V roce 1987 mu byl udělen Řád britského impéria. V roce 2001 byl povýšen do šlechtického stavu a v roce 2007 byl uveden do americké divadelní síně slávy.